# Żyła kominowa
Żyła kominowa – intruzja magmowa o kształcie walca o niewielkiej średnicy, zlokalizowana w kominie wulkanicznym. W sytuacji gdy żyła kominowa ma dużą średnicę klasyfikowana jest jako pień wulkaniczny. W przypadku odsłonięcia na powierzchni Ziemi może tworzyć nek wulkaniczny.
Odgałęzienia żyłowe od większych intruzji np. lakkolitu, batolitu, sillu lub pnia nazywamy apofizami.  